# Perché, Charlie Brown, perché?
Perché, Charlie Brown, perché? (Why Charlie Brown, Why?) è uno speciale televisivo d'animazione del 1990 diretto da Sam Jaimes. È il trentatreesimo speciale basato sui Peanuts di Charles M. Schulz. 
Il film è stato trasmesso negli Stati Uniti su CBS il 16 marzo 1990 ed è stato candidato per un Premio Emmy e per un Humanitas Prize.

## Trama
Janice, la nuova amica di Linus, si ammala e viene ricoverata in ospedale. Quando Linus e Charlie Brown vanno a farle visita, Janice comunica loro di essere malata di leucemia. Ciononostante la bambina ha fiducia nella chemioterapia e promette a Linus che tornerà a scuola. Quando qualche tempo dopo Janice torna a scuola, Linus la difende da un bullo che la prende in giro per aver perso i capelli, facendolo pentire e scusarsi. Durante il periodo di Natale Linus si reca a casa di Janice per farle un regalo. Ma le sue sorelle, che si sentono escluse per via delle attenzioni che riceve, lo informano che è nuovamente in ospedale per le cure. Con l'arrivo della primavera, Janice torna a scuola definitivamente, e mentre Linus la spinge sull'altalena lei lo sorprende mostrandogli che i suoi capelli sono ricresciuti più lunghi di prima, lasciando intendere di aver sconfitto il cancro.

## Produzione
L'idea per il film fu di Sylvia Cook, un'infermiera dello Stanford Children's Hospital, che nel dicembre 1985 scrisse a Schulz una lettera chiedendogli di produrre un cortometraggio animato sul cancro destinato ai giovani pazienti. Inizialmente dubbioso per via dei costi di produzione, Schulz si convinse quando la American Cancer Society prese parte al progetto, decidendo di non realizzare un cortometraggio di 5 minuti come previsto, ma uno speciale di mezz'ora. Bill Melendez e la CBS esitarono all'idea, ma accettarono grazie all'entusiasmo di Schulz. Lo speciale venne interamente scritto da Schulz e Cook, mentre la American Cancer Society servì da consulente.

## Distribuzione

### Edizione italiana
In Italia lo speciale è stato trasmesso da Junior TV come episodio della serie The Charlie Brown and Snoopy Show. Nel 2022 è stato distribuito da Apple TV+ con un nuovo doppiaggio all'interno della serie I classici Peanuts.

### Doppiaggio
| Personaggio       | Doppiatore originale | Doppiatore italiano (anni 90) | Doppiatore italiano (2022) |
| ----------------- | -------------------- | ----------------------------- | -------------------------- |
| Charlie Brown     | Kaleb Henley         | Martino Consoli               | Arturo Sorino              |
| Snoopy            | Bill Melendez        | Bill Melendez                 | Bill Melendez              |
| Woodstock         | Bill Melendez        | Bill Melendez                 | Bill Melendez              |
| Linus Van Pelt    | Brandon Stewart      | Renata Bertolas               | Leonardo Cococcia          |
| Sally Brown       | Adrienne Stiefel     | Angiolina Gobbi               | Matilde Ferraro            |
| Lucy Van Pelt     | Heather Stoneman     | Renata Bertolas               | Sara Labidi                |
| Janice Emmons     | Olivia Burnette      | Lella Carcereri               | Carolina Gusev             |
| Bullo             | Dion Zamora          |                               |                            |
| Sorella di Janice | Brittany Thornton    |                               |                            |
| Sorella di Janice | Lindsay Sloane       |                               |                            |

### Edizioni home video
Il film è stato distribuito da Hobby & Work in VHS e DVD con il primo doppiaggio.

## Accoglienza
Il film è stato accolto favorevolmente dalla critica, ed è stato mostrato negli ospedali e nelle scuole statunitensi su iniziativa della American Cancer Society, per rendere consapevoli i bambini della tematica trattata. Schulz adattò il film in un libro illustrato: Perché, Charlie Brown, perché? Una storia su quel che succede quando un amico è molto malato, che fu pubblicato poco prima della sua trasmissione da Pharos Books e in Italia da Rizzoli.

## Riconoscimenti
1990 – Primetime Emmy Awards
- Nomination Outstanding Animated Program (For Pogramming One Hour or Less) a Lee Mendelson, Bill Melendez, Sam Jaimes e Charles M. Schulz

1990 – Humanitas Prize
- Nomination 30 Minute Network or Syndicated Television a Charles M. Schulz